# Karl Toko Ekambi
Karl Toko Ekambi (Paris, 14 de setembro de 1992) é um futebolista camaronês nascido na França que atua como atacante. Atualmente está sem clube.

## Carreira

### Angers
Ekambi começou sua carreira no futebol francês, tendo destaque no Angers pela Ligue 1, sendo o principal goleador do clube e eleito melhor jogador africano na temporada 2017–18.

### Villarreal
Tal performance chamou atenção de clubes espanhóis e ingleses, e Ekambi assinou por cinco temporadas com o Villarreal numa negociação estimada em 20 milhões de euros.

### Lyon
Foi emprestado ao Lyon no dia 20 de janeiro de 2020.

## Seleção Nacional
Karl Toko Ekambi representou o elenco da Seleção Camaronesa no Campeonato Africano das Nações de 2017.

## Títulos
- Campeonato Africano das Nações: 2017